# Radiostacja R-3501
Radiostacja R-3501 – ultrakrótkofalowa simpleksowa i duosimpleksowa radiostacja nadawczo-odbiorcza stosowana w Siłach Zbrojnych Rzeczypospolitej Polskiej.

## Charakterystyka
Radiostacja produkcji polskiej typu przenośnego wykorzystywana jako urządzenie doręczne dowódcy drużyny, dowódcy plutonu lub żołnierza pełniącego służbę .
Na bazie radiostacji R 3501 można tworzyć sieci łączności, współpracujące z innymi systemami, np. RRC 9200/RRC 9500. Radiostacja wykorzystuje modulacje FM, FSK i QAM; pracuje w trybie pracy simpleks i duosimpleks i pozwala na zaprogramowanie 10 kanałów roboczych. Programowanie radiostacji może odbywać się ręcznie, za pomocą programatora lub przy wykorzystaniu specjalnego kabla poprzez kopiowanie ustawień z jednej radiostacji na drugą. Radiostacja umożliwia współpracę z radiostacjami analogowymi.

## Dane liczbowe
| Dane taktyczno–techniczne     | Dane taktyczno–techniczne                       |
| ----------------------------- | ----------------------------------------------- |
| Rodzaj                        | ręczna (osobista)                               |
| Zakres częstotliwości pracy   | 30–80 MHz (87,975)                              |
| Odstęp między kanałami        | 25 KHz                                          |
| Liczba kanałów programowanych | 10                                              |
| Zasięg                        | 1–3 km (5 km)                                   |
| Emisje pracy i przepływność   | telefonia F3E; transmisja danych: 50-4800 bit/s |
| Moc toru nadawczego           | 0,1 W / 1 W / 3 W                               |
| Napięcie zasilania            | Akumulator 7,2 V                                |
| Wymiary                       | 210 × 90 × 43 lub 238 × 75 × 47                 |
| Ciężar                        | 0,9 kg                                          |